# Iapetognathus
Genre
Iapetognathus est un genre fossile de conodontes de l'ordre des Proconodontida et de la famille des Cordylodontidae.
Le genre tire son nom de l'océan Iapétus, un océan du Paléozoïque et du grec ancien γνάθος, gnathos, « mâchoire ».

## Espèces
- †Iapetognathus fluctivagus
- †Iapetonudus ibexensis
- †Iapetognathus preaengensis

## Utilisation en stratigraphie
La base de l'Ordovicien, et donc la limite supérieure du Cambrien, est marquée par la première apparition du conodonte Iapetognathus fluctivagus.